# Ascarosepion latimanus
Ascarosepion latimanus (лат.) — вид головоногих моллюсков из рода Ascarosepion семейства каракатиц (Sepiidae). Второй по величине вид (после Ascarosepion apama) в отряде каракатиц.

## Описание
Длина мантии составляет до 50 см, вес — до 10 кг.

## Распространение
Вид широко распространён на территории от Андаманского моря до островов Фиджи и Австралии. Он обитает в коралловых рифах на глубине до 30 метров.

## Питание
Животное активно в дневное время. Добычей каракатицы являются мелкие рыбы и креветки. Во время охоты каракатица создаёт при помощи своих хроматофоров бегущие полосы на теле, тем самым, как бы гипнотизируя свою жертву.

## Размножение
Спаривание каракатиц происходит в период с января по май в поверхностных водах на глубине до 30 метров. У самцов появляется брачная окраска. Самки откладывают обычно хорошо замаскированные яйца на внешней стене рифов между кораллами. Через 38—40 дней появляются детёныши. Они прячутся среди кораллов.